# ミハイル・カリーニン
ミハイル・イヴァーノヴィチ・カリーニン（ロシア語: Михаи́л Ив́анович Кали́нин, ラテン文字転写: Mikhail Ivanovich Kalinin , 1875年11月19日（ユリウス暦11月7日） - 1946年6月3日）は、ロシアの革命家。ソビエト連邦の政治家。オールド・ボリシェヴィキとしてロシア・ソビエト連邦社会主義共和国とソ連の国家元首にあたるロシア中央執行委員会議長、ソ連中央執行委員会議長、ソ連最高会議幹部会議長を歴任した。

## 生涯
1875年11月19日、ロシア帝国時代のトヴェリ（Tverskaya Gubernia）ヴェルフナヤ・トロイツァ村（Верхняя Троица）の農民の子として生まれた。少年時代は地主に雇われ、小学校と地主の家の図書室で学ぶことができた。
1889年、地主の夫人の計らいでサンクトペテルブルクに移り、砲兵工廠、プチロフ工場で旋盤工として勤務した。1891年の16歳の時、プチロフ工場で革命運動に入る。1898年、ロシア社会民主労働党に入党する。1903年の党分裂後は、ウラジーミル・レーニン率いるボリシェヴィキに属する。以後、幾度か当局による逮捕、追放と脱走を経験する。
1919年、党中央委員に選出。同年3月にスペイン風邪で死去したヤーコフ・スヴェルドロフの後任として全露中央執行委員会議長に就任する。1922年にソビエト社会主義共和国連邦が正式に発足すると、ソビエト連邦中央執行委員会議長として第1回ソビエト大会を取り仕切った。最高会議に改組されると、カリーニンは最高会議幹部会議長に選出され、死去する1946年までその地位を保った。1924年6月、党中央委員会政治局員候補に、1926年1月には政治局員に選出された。
その後1938年までに中央執行委員会議長に就任。同年1月17日、最高会議の選挙にて最高会議議長に選出されている。なお、最高会議においてスターリンは肩書なしの一議員として振舞ったが、実質的に最高会議をコントロールする立場にあった。
レーニンはカリーニンを労働者、農民の事情に精通した人物と見なしていた。また、国家元首として週に1回限られた人数ではあったが一般市民と接見し、希望を聞くなどしていた。そのためボリシェヴィキの長老として好々爺然とした風貌もあいまって、大粛清が始まると、カリーニンには多数の請願が寄せられた。カリーニンはしばしば裁判に介入して無辜の人々を救済し、「愛しき父親、スターリン」に対して「親切な祖父、カリーニン」と親しまれた。一方で、大粛清やカティンの森事件の指令書に公式に署名している。大粛清において、スターリンは当時まで生存していた革命時代の元勲を自身の脅威と見なし、そのほとんどを追放・処刑していた。その中でカリーニンはソ連成立初期から実権の無い国家元首という名誉職にあって権力闘争から遠ざかっていたことから自身は粛清対象とはならずに命脈を保ったものの、夫人のエカテリーナ・カリーニナはトロツキストの容疑で強制収容所に送り込まれている。第二次世界大戦直後にエカテリーナは釈放されたが、その後も国内で軟禁状態に置かれ、スターリンの死の翌年であり、カリーニンの死後8年経った1954年にようやく名誉回復となった。
カリーニンは生前より患っていた大腸癌で1946年6月3日にモスクワにて死去した。国葬が執り行われ、遺体はクレムリンの壁墓所に埋葬されている。
ヴォルガ川沿いの都市トヴェリは1931年から1990年までは「カリーニン」に改名された。また、1945年、ソ連に占領・編入された東プロイセンのケーニヒスベルクはカリーニングラードと改名され、ソ連・ロシア領となった東プロイセン北部はカリーニングラード州と命名された。